# زيروقى مزدوجة
زيروقى مزدوجة (الاسم العلمي: Glaucocystis duplex) هي نوع من الطحالب الزرقاء يتبع جنس الزيروقى من الفصيلة الزيروقات.